# Primăvara (film din 1969)
Primăvara (1969, în estonă Kevade) este un film dramatic eston regizat de Arvo Kruusement.  În rolurile principale au interpretat actorii Arno Liiver, Riina Hein și Aare Laanemets.
A fost produs și distribuit de Tallinnfilm[*]. Coloana sonoră a fost compusă de Veljo Tormis[*]. Cheltuielile de producție s-au ridicat la  261.046 de ruble sovietice.
Este bazat pe un roman omonim din 1912 - 1913 de Oskar Luts. Filmul a primit Premiul Eston Sovietic în 1972.
Filmul s-a clasat pe primul loc în sondajul celor mai bune 10 filme de lungmetraj estone, sondaj organizat în 2002 de criticii și de jurnaliștii de film din Estonia. La 30 aprilie 2012, filmul a fost votat cel mai bun film al secolului (1912–2012) într-un referendum organizat de Postimees.
În 1970, s-au vândut 558.000 de bilete de cinematograf în Estonia, un număr care reprezenta atunci aproape jumătate din populația totală a țării, de 1,36 milioane și 8.100.000 de bilete în 1971 în Uniunea Sovietică. Filmările au avut loc în așezarea rurală Palamuse, care a inspirat centrul parohial Paunvere - unde are loc romanul lui Oskar Luts.

## Distribuție
Au interpretat actorii:
- Ervin Abel – Papa Kiir
- Rein Aedma – Jaan Imelik
- Tõnu Alveus – Lesta
- Endel Ani – pastor sau Julk-Jüri
- Kalle Eomois – Jüri Kuslap ehk Tiugu
- Ita Ever – mama lui Arno
- Raul Haaristo – Vipper
- Riina Hein – Raja Teele
- Arnold Kasuk – pastor
- Kaljo Kiisk – Kristjan Lible
- Heikki Koort – Peterson
- Aare Laanemets – Joosep Toots
- Silvia Laidla – Köögi-Liisa
- Margus Lepa – Georg Adniel Kiir
- Arno Liiver – Arno Tali
- Ain Lutsepp – Tõnisson
- Leonhard Merzin –  profesorul Lauri
- Aksel Orav – vocea profesorului Lauri
- Heido Selmet – Visak
- Evald Tordik – chiriașul unui conac al bisericii (care se afla în saună când Toots a tras într-o fereastră a saunei cu un pistol)